# Tom Meighan
Thomas Peter Meighan (Leicester, Leicestershire; 11 de enero de 1981) es un músico inglés, conocido por ser el exvocalista de la banda de rock indie Kasabian.

## Biografía
Tom Meighan nació en Leicester. Su padre, Thomas Meighan, hijo de inmigrantes irlandeses, es limpiador de ventanas y su madre Patricia Meighan, enfermera. Tom tiene un hermano dos años menor llamado John. Tom asistió a la Countesthorpe Community College. En la escuela aprobó las materias de Arte y Literatura Inglesa y fue desaprobado en muchos exámenes por repetidas inasistencias. Es fan del Leicester City y de la película E.T.

### Vida personal
Ha estado en una larga relación con su compañera Kim James, de quien se tatuó sus iniciales en su dedo anular izquierdo en 2005. Tienen una hija, Mimi Malone Meighan, nacida en mayo del 2012.

## Carrera
Meighan ha sido el vocalista de Kasabian desde el inicio de la banda en Leicester en 1999. Él es la voz principal en la mayoría de las grabaciones de la banda. Su tono vocal es el barítono y no toca ningún instrumento en el grupo, solo la pandereta ocasionalmente y ha tocado la guitarra en interpretaciones en vivo de 'The Nightworkers' y "Test Transmission" en la gira 2004/2005
Meighan ha contribuido también con las voces principales de las canciones "Viva La Revolution" por Superevolver y la continuación del lisérgico "Ghosts on Crusade". Fue vocalista invitado en la canción de Dark Horses, "Count Me In", también actuó con la banda cuando abrieron para Kasabian en la gira de West Ryder. Además, cantó los coros en el sencillo de Jersey Budd, "She Came Back"
Además de los numerosos premios musicales que comparte con Kasabian, fue nombrado el décimo noveno mejor cantante de todos los tiempos por una Encuesta de la revista Q Magazine Readers, y el 13.º mejor cantante de todos los tiempos por encuesta a XFM listener en 2012.
A principios de 2011, Meighan tuvo su primer papel actoral como Terry Graham en el piloto de la comedia Walk Like a Panther. Según se informa, rechazo una oferta para interpretar al Conde Hans Axel de Fersen en la película María Antonieta de Sofia Coppola, debido a sus compromisos con la banda.

## Imagen en los medios
Durante el inicio de la carrera de Kasabian, Meighan se ganó la reputación de provocar a los medios, especialmente en relación con otros músicos. Llegó a ser bien conocido por sus insultos, como llamar a Julian Casablancas "un puto esquiador elegante", a Pete Doherty "un vagabundo de mierda" y a Justin Timberlake "un enano con bigotes". Acerca del carácter supuestamente deprimente de la música emo y de sus oyentes, ha dicho: "Los adolescentes son mejores que eso. Quiero decirles que sean positivos acerca de la vida. Han sido bien educados por sus padres, así que no se queden sentados en sus habitaciones cortándose las muñecas. Maduren".
También ha dado críticas más severas respecto a los efectos de Internet sobre la industria de la música y fue uno de una serie de celebridades en criticar el manejo de Simon Cowell hacia Susan Boyle, declarando que "eso la torturará por el resto de su vida. Ella no está preparada para esto y no está hecha para ello. Ella está siendo manipulada. Es horrible".
A partir de 2009, Meighan ha hecho un intento de disminuir su imagen controversial. "Cuando lanzamos el primer disco, nuestra conducta no ayudó en las entrevistas. Sólo íbamos a perder el tiempo, nos estábamos divirtiendo, pero todos lo tomaron demasiado en serio... Lo hicimos para el efecto, pero nos presenta como monstruos en lugar de sólo un puñado de chavales en una banda. Nos tienen muy mal. No me arrepiento de nada de lo que dije, pero era ridículo".
La actitud frontal de Meighan, sus travesuras en el escenario y su reputación de fiestero tendieron a ensombrecer más aspectos positivos de su imagen pública. Ha brindado su apoyo a numerosas obras de caridad incluyendo Oxfam, UNICEF y la Teenage Cancer Trust. En señal de apoyo a esta última, asumió el rol de Ace Face en la actuación a beneficio realizada por the Who de Quadrophenia.